# ЕР200
Електропотяг ЕР200 (Електропотяг Ризький із конструкційною швидкістю 200 км/год) — високошвидкісний електропотяг постійного струму, випущений у трьох екземплярах для залізниць СРСР. Потяги були збудовані на Ризькому вагонобудівному заводі, спільно з Ризьким електромашинобудівним заводом, а також за участі наукових установ МІІТ, ТУСУР та ін.
Експлуатувався з 1 березня 1984 до 28 лютого 2009.

## Експлуатація електропоїзда

### 2006
ЕПК ЕР200 курсував між Москвою та Санкт-Петербургом щоп'ятниці. З Санкт-Петербурга 6:45 — 11:15, з Москви 18:30 — 23:00.
У серпні 2006 (до дня залізничника) електропоїзд ЕР-200 здійснив поїздку за маршрутом Санкт-Петербург-Москва за 3 години 55 хвилин.

## Посилання

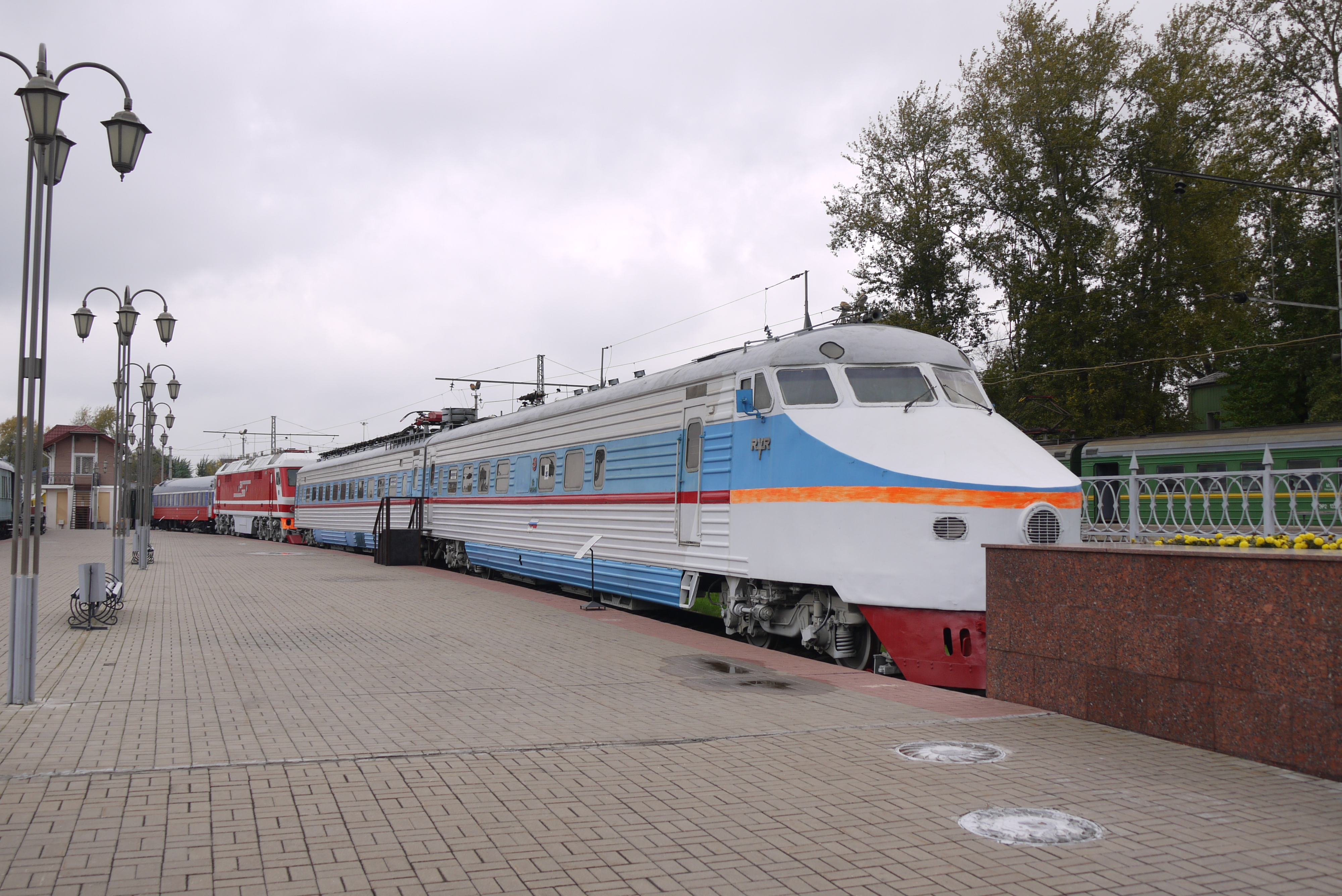
Електропотяг ЕР200 на Ризькому вокзалі в Москві